# Polygonausbau

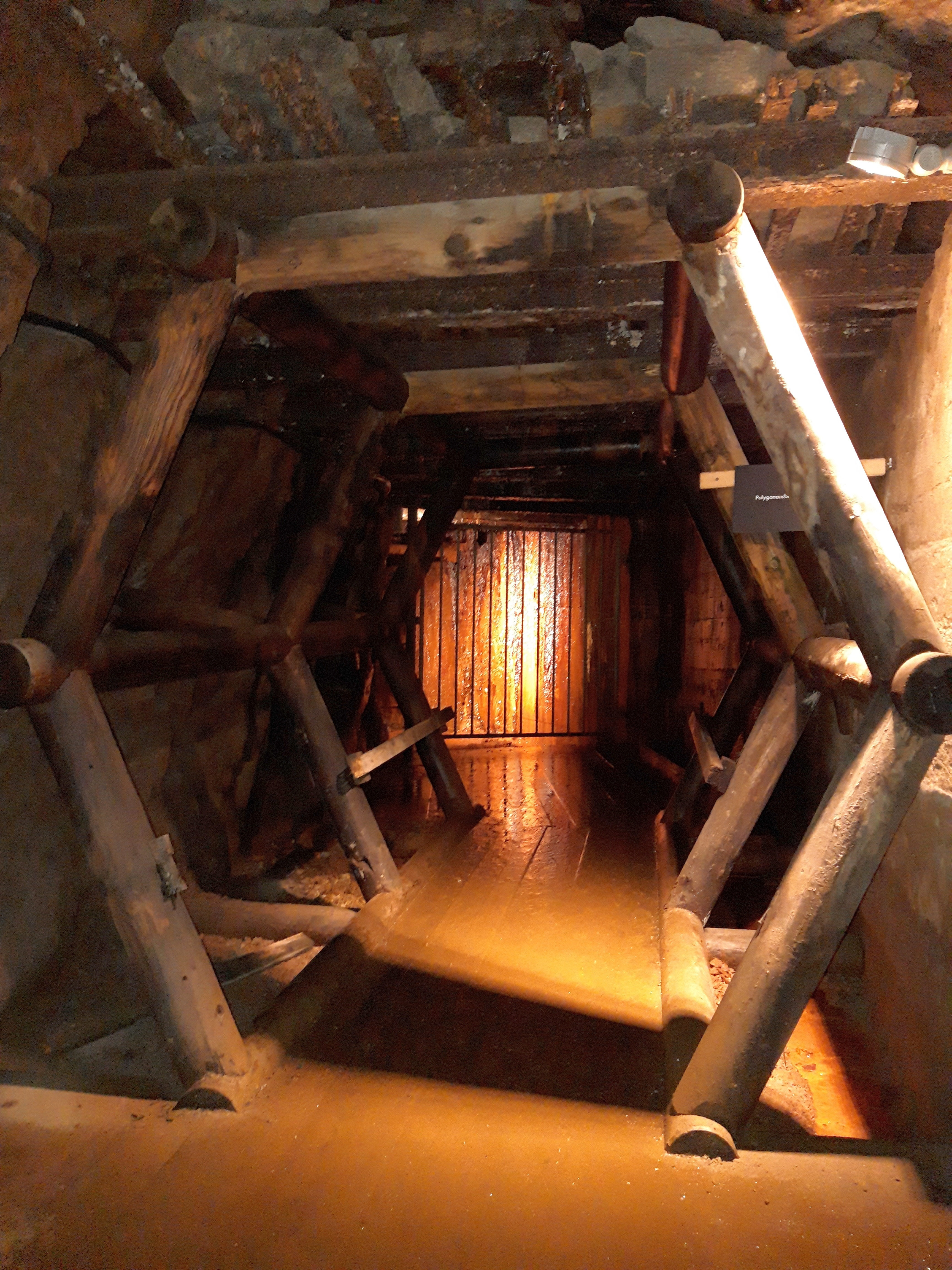
1:1-Modell einens offenen Polygonausbaus

Der Polygonausbau, auch Kniebau genannt, ist ein zusammengesetzter Vieleckausbau, der zur Verstärkung des Streckenausbaus in Abbaustrecken und Gesteinsstrecken eingebaut wird. Aufgrund seiner hohen Tragfestigkeit, verbunden mit einer großen Elastizität, ist dieser Ausbautyp auch für druckhafte Strecken gut geeignet. Polygonausbau wird aus Holz oder Stahl erstellt.

## Holzausbau
Beim Polygonausbau aus Holz unterscheidet man den offenen und den geschlossenen Polygonausbau. Der offene Polygonausbau besteht aus einer Kappe und vier Grubenstempeln, die die Kappe unterstützen. Diese vier Stempel sind so eingebaut, dass auf jeder Seite ein Fußstempel und ein Kopfstempel stehen. Die Stempel sind über ein Rundholz, den sogenannten Läufer, miteinander verbunden. Bei einer anderen Bauweise des offenen Polygonausbaus wird auf einer Stoßseite ein durchgehender Einzelstempel gestellt, diese Bauweise wird als halber Polygonausbau bezeichnet. Über der Kappe wird ein Verzug entweder aus Halb- oder bei größeren Hohlräumen aus Rundhölzern eingebracht. Der geschlossene Polygonausbau ist eine Erweiterung des offenen Polygonausbaus. Hierbei wird eine Sohlenspreize eingebracht, oder es werden, je nach Größe der Strecke, zusätzliche Kombinationen aus Stempeln und Läufern eingebaut. Die Anfertigung des hölzernen Polygonausbaus ist sehr arbeitsaufwendig.

## Stahlausbau
Beim Polygonausbau aus Stahl werden in der Regel stärkere Profile als beim gewöhnlichen Streckenausbau verwendet. Als Auflage für den Ausbau werden Holzstempel oder Stahlprofilstützen verwendet. Holz- oder Bergekästen oder Mauern sind aufgrund ihrer Abmessungen nicht als Auflage geeignet. Die einzelnen Segmente sind entweder durch Stahlgelenke oder durch Gelenkschalen mit Läufern aus Holz verbunden. Gelenkschalen aus Holz werden verwendet, wenn als Auflage Holzstempel eingesetzt sind. Nachteilig insbesondere bei Holzläufern in der Firste ist, dass sich die Gelenkschalen der Bogensegmente bei Zerstörung am Läufer vorbeischieben. Dies kann auch bei zu großem Stoßdruck passieren. In beiden Fällen müssen die betroffenen Bogensegmente abgespreizt werden. Besteht der komplette Polygonausbau aus Stahl, werden an allen Verbindungen Stahlgelenke benutzt. Bei dieser Ausführung wird zur Sicherung der Einzelbaue eine gute Verbolzung eingebracht. Bei fehlender oder ungenügender Verbolzung verkanten sich die Ausbaubögen und der Polygonausbau verliert erheblich an Tragfähigkeit. Die Gelenke müssen unmittelbar an das stehende Gebirge gelegt werden. Ist dies nicht möglich, so muss durch Hinterfüllung ein sattes Anliegen erreicht werden. 
Im Normalfall hat der stählerne Polygonausbau fünf Gelenke. Drei Gelenke befinden sich oberhalb der Streckensohle, die beiden anderen Gelenke bilden die Berührungsflächen der unteren Stempel mit dem Liegenden. Für breite Strecken gibt es auch einen Polygonausbau mit sechs Gelenken. Der Ausbau ist ähnlich aufgebaut wie der Polygonausbau mit fünf Gelenken, jedoch werden beim Polygonausbau mit sechs Gelenken im Firstenbereich zwei Läuferreihen eingebaut. Die beiden Läuferreihen haben einen Abstand von einem bis eineinhalb Metern und verlaufen parallel nebeneinander. Auch beim Polygonausbau aus Stahl gibt es offenen und geschlossenen Polygonausbau. Der geschlossene Polygonausbau entsteht durch das Einfügen eines flachen Sohlenbogens. Eingesetzt wird der geschlossene Polygonausbau bei quellender Sohle. Er hat gegenüber dem Ringausbau zwei Vorteile. Zunächst einmal wird für den Einbau des Polygonausbausein geringerer Ausbruch im Sohlenbereich benötigt, als für den Ringausbau. Grund hierfür ist das nur schwach gebogene Sohlensegment des geschlossenen Polygonausbaus. Außerdem besitzt der geschlossene Polygonausbau eine gewisse Gelenkigkeit, die der Ringausbau aufgrund seiner Konstruktionsweise nicht hat.